# Proroctví o Johance z Arku

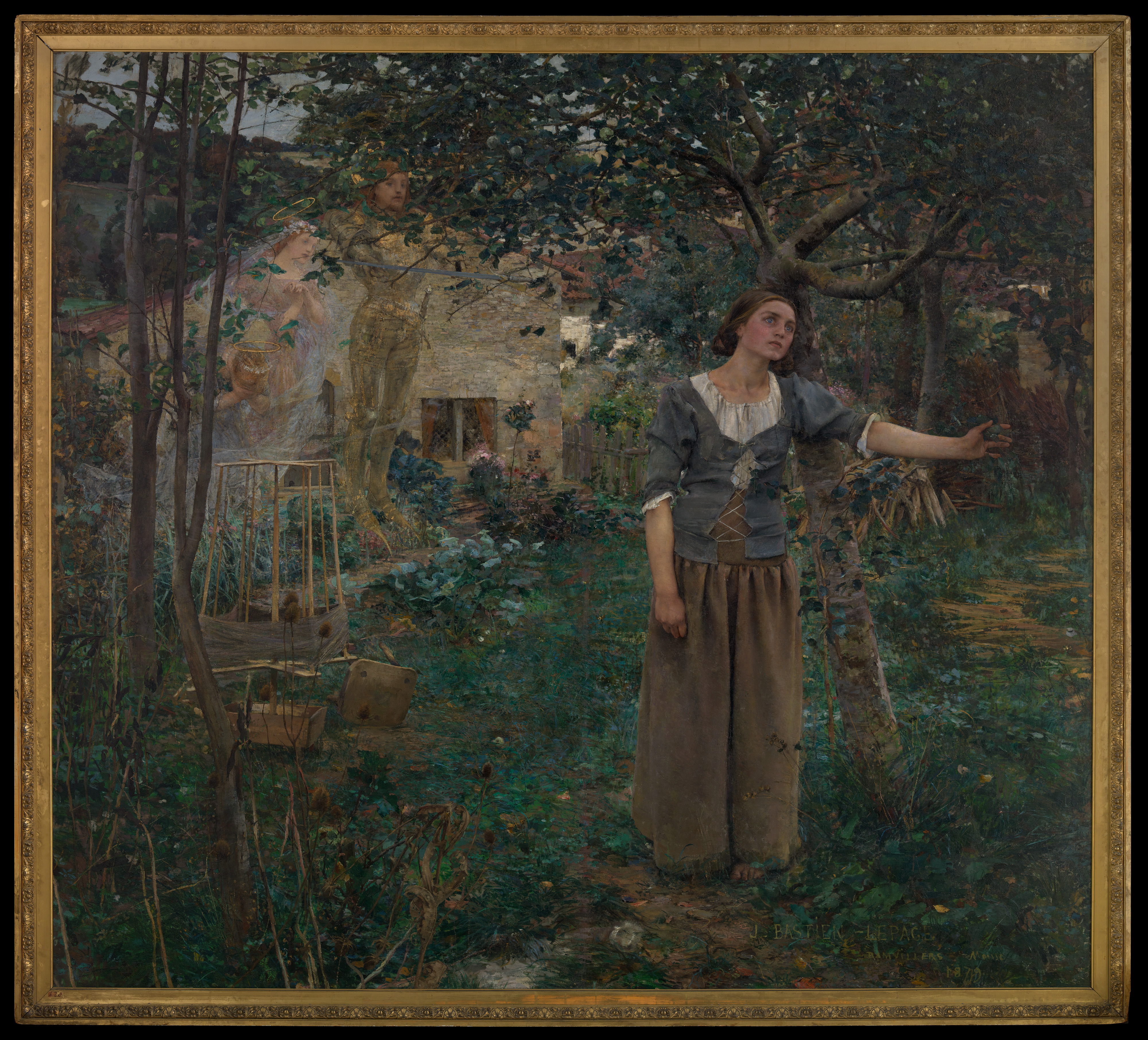
Jana z Arku, Jules Bastien-Lepage

Proroctví o Johance z Arku – již několik let před působením Johanky z Arku kolovala řada nejasných proroctví o mladé panně, která zachrání Francii. Proroctví měla pocházet z několika zdrojů včetně sv. Bedy Ctihodného, Euglidy Uherské a artušovského čaroděje Merlina. Proroctví hovořila o panně, která bude pocházet od hranic Lotrinska. Johanka pocházela z vesnice Domrémy, která ležela na pomezí mezi francouzským Barským vévodstvím a Lotrinským vévodstvím ve Svaté říši římské.
Během šetření v Poitiers byla Johanka údajně vyslýchána ohledně nedávného proroctví, které bylo připisováno, možná nesprávně, Marii z Avignonu, a které se týkalo ozbrojené ženy, jež měla zachránit království. Podle jedné z verzí proroctví měla panna vyjít z dubového lesa a konat zázraky, ačkoli když byla Johanka na tuto verzi proroctví při svém procesu dotazována, uvedla, že jí nevěří.

Jana z Arku při korunovaci Karla VII. Francouzského

Svědectví v rehabilitačním procesu s Johankou z Arku se týkala i těchto proroctví. Durand Laxart, Johančin strýc, který Johanku doprovázel na obou jejích cestách do Vaucouleurs, při rehabilitačním procesu uvedl, že mu Johanka řekla: „Nebylo řečeno, že Francie bude zničena skrze ženu a poté obnovena pannou?“. Kateřina Royerová, u níž Johanka pobývala během své druhé návštěvy ve Vaucouleurs v lednu a únoru 1429, také uvedla v podstatě totéž.
Podle mínění Julese Quicherata sama Jana vyřkla čtyři proroctví, která se týkala její mise:
- zrušení obléhání Orléansu
- korunovace Karla VII. v Remeši
- vyhnání Angličanů z Francie
- propuštění vévody Karla Orleánského z anglického zajetí

Janě se povedlo splnit první dva úkoly, ale silně ovlivnila budoucí úspěch splnění následných dvou úkolů.
Boží hlasy, které Johanka slyšela a které jí vedly, byly podle jejího svědectví archanděl Michael, svatá Kateřina Alexandrijská a svatá Markéta Antiochijská. Není bez zajímavosti, že den korunovace Karla VII. na francouzského krále 17. červenec 1429 – Johančina nejdůležitějšího úkolu – byl den svátku velkomučednice Markéty (Maríny) Antiochijské podle juliánského kalendáře (30.7.greg.kal.) a gregoriánský kalendář v té době ještě neexistoval.
Podle francouzského historika Philippe Contamina králova družina viděla v Johance někoho, kdo je schopen vést vojsko, a nebrala v úvahu její prorocký dar. To je důvod, proč jsou zprávy o jejích předpovědích tak rozporuplné – Karlovi rádci považovali její slova za pouhý pokyn k vojenské akci.